# Drei deutsche Mörder. Aufzeichnungen über die Banalität des Bösen
Drei deutsche Mörder. Aufzeichnungen über die Banalität des Bösen ist ein im Jahr 1999 veröffentlichter Film des Regisseurs Ebbo Demant (1978/99, filmische Reportage, 44 Min., ARD). Für seinen Film Lagerstraße Auschwitz hatte Demant 1978 u. a. drei noch lebende Auschwitz-Mörder befragt. Die Gespräche mit den Tätern – es sind die einzigen gefilmten Täterprotokolle mit Verurteilten der Frankfurter Auschwitzprozesse – dauerten mehrere Stunden. Von diesem Filmmaterial fand in Lagerstraße Auschwitz nur ein geringer Teil Verwendung. Demant hat die gesamten Gesprächsaufzeichnungen noch einmal neu gesichtet und daraus eine Dokumentation gemacht. Darin werden ca. vierzehn Jahre nach dem zweiten Auschwitzprozess in Frankfurt (1965 bzw. 1966) mit den Verurteilten Josef Erber, Oswald Kaduk und Josef Klehr während ihrer Haftzeit aufgezeichnete Interviews zu den Massenmorden im deutschen Konzentrationslager Auschwitz-Birkenau und ihrem Selbstverständnis als ehemaligen Angehörigen der dortigen SS-Wachmannschaft und als Täter gezeigt. Es gibt keine weiteren Beiträge im Film als die Fragen des nicht gezeigten Regisseurs und die darauf gegebenen Antworten. Sie berichten dem Anschein nach gefasst vom Morden in diesem Konzentrationslager nach Dienstplan als Teil einer Organisation: „Sie waren eingeteilt.“ Die Protokolle der Interviews wurden separat bereits 1979 publiziert.

## Die drei Täter
Josef Erber, gelernter Textilarbeiter, war als SS-Oberscharführer seit 1940 im Vernichtungslager  Auschwitz eingesetzt. Er gehörte der Politischen Abteilung, der Lager-Gestapo an, und war Leiter der Aufnahme, das hieß, dass er das Eintreffen der Züge auf der Rampe kontrollierte, die Zahlen der Häftlinge registrierte und bei den Selektionen beteiligt war. Er wurde 1966 wegen gemeinschaftlichen Mordes in 70 Fällen zu lebenslanger Haft verurteilt.
Oswald Kaduk, gelernter Metzger, war nach Feststellung des Frankfurter Gerichts einer der grausamsten SS-Männer im Vernichtungslager Auschwitz. Er war dort Rapportführer (Aufsicht bei den täglich zweimal durchgeführten Häftlings-Zählappellen). Er wurde 1965 wegen zehnfachen Mordes und mindestens tausendfachen gemeinschaftlichen Mordes zu lebenslanger Haft verurteilt.
Josef Klehr, gelernter Tischler, war seit 1941 als „SS-Sanitäter“ in Auschwitz. Wegen Mordes in 475 Fällen und Beihilfe zum gemeinschaftlichen Mord in 1980 Fällen wurde er 1965 zu lebenslanger Haft verurteilt.

## Textfassung
- Ebbo Demant (Hrsg.): Auschwitz – „Direkt von der Rampe weg...“ Kaduk, Erber, Klehr: Drei Täter geben zu Protokoll, Hamburg 1979. 142 Seiten. ISBN 978-3-499-14438-7